# 리추리
리추리(李初梨, 1900년 4월 4일 ~ 1994년 5월 15일)는 중국 현대의 문예 이론가이다. 쓰촨성(四川省) 사람이다.
일본에 유학하여 교토대학 재학중에 창조사의 청팡우 등과 접촉했고, 1928년 귀국한 후 창조사에 가입하여 <어떻게 하여 혁명문학을 건설할 것인가>를 발표, 펑나이차오(馮乃超, 1901-1983) 등과 후기 창조사의 중심이 되었다. 이 논문은 혁명문학을 제창한 논문 중에서 가장 잘 정리되어 있으며 파벌의식도 약하다. 그는 후에 오히려 정치적 분야에서 활동했다.